# Matylda Šínová-Matoušková
Matylda Šínová-Matoušková (* 29. března 1933, Brno) je bývalá česká sportovní gymnastka a reprezentantka Československa, držitelka stříbrné medaile v soutěži družstev žen z LOH 1960 a bronzové medaile z LOH 1952.
Po ukončení sportovní kariéry působila v letech 1964-1998 jako odborná asistentka na katedře tělesné výchovy brněnské univerzity.

## Úspěchy na olympiádě
- LOH 1952 – 3. místo
- LOH 1956 – 5. místo
- LOH 1960 – 2. místo